# Lliga de Suàbia

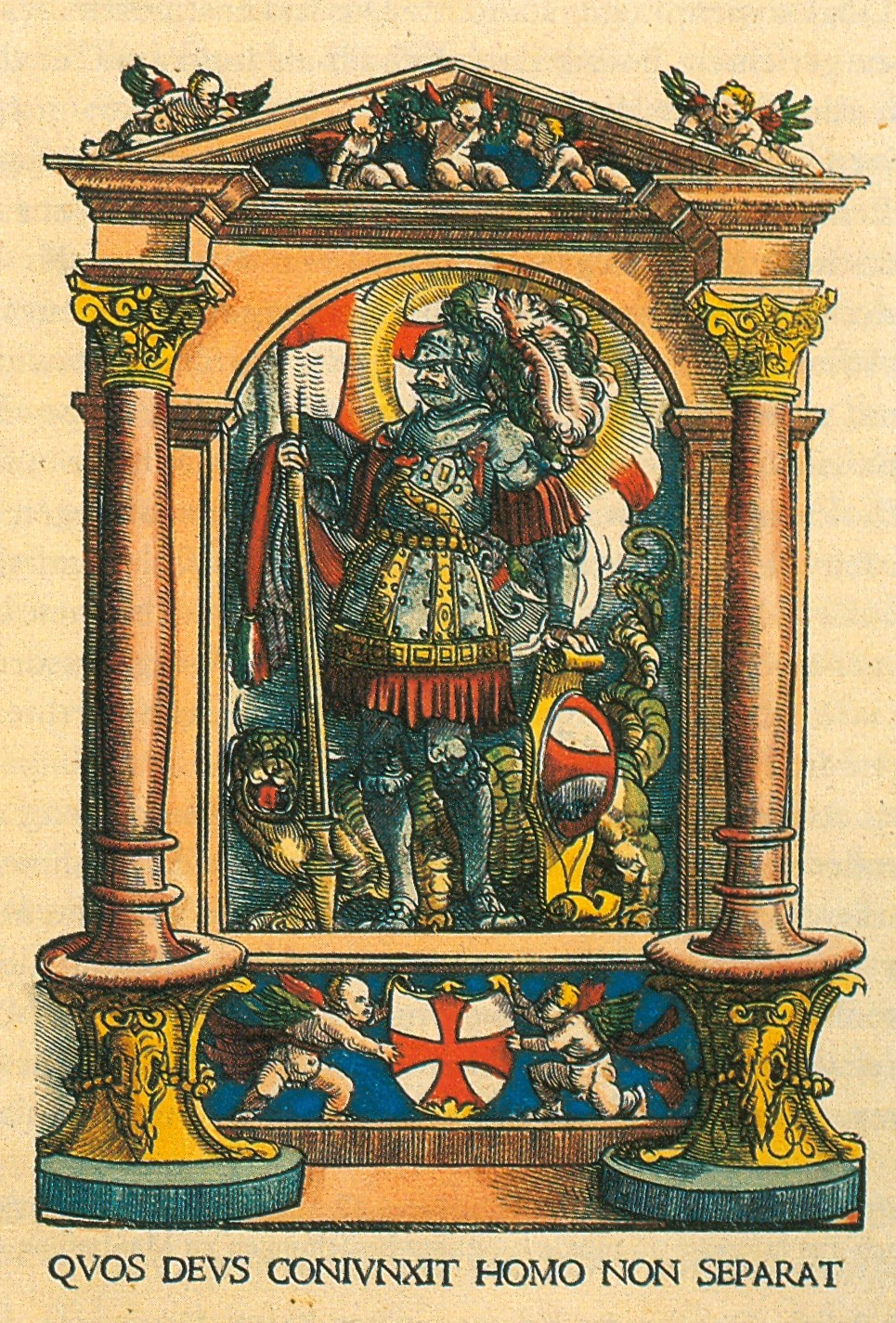
Escut d'armes de la Lliga de Suàbia.

La gran Lliga de Suàbia (Schwäbischer Bund) va ser creada el 14 de febrer de 1488, durant la Dieta de l'Imperi a Esslingen am Neckar amb el permís de l'emperador Frederic III d'Habsburg entre diversos prínceps del sud d'Alemanya. Estava dirigida pel duc del Tirol i el comte Eberhard V de Wurtemberg i diversos nobles de menor importància, tals com Werdenberg, Fürstenberg, Waldburg, Zollern, etc., va conspirar amb els cavallers així com vint ciutats imperials de Suàbia.
La ciutat d'Ulm va ser triada com a seu principal de la lliga. La Lliga de Suàbia va ser un pas important en la reforma de les institucions administratives del Sacre Imperi Romanogermànic i del seu federalisme, va donar proves de la seva eficàcia en la repressió de la Guerra dels Camperols.

## Formació de la Lliga
Durant el segle xv, la noblesa de Suàbia desitjava participar en la lluita política contra les ciutats usurpades dels seus drets i va crear una situació que amenaçava amb enfonsar el ducat en l'anarquia. L'emperador Frederic III d'Habsburg va proposar reunir a les ciutats i la noblesa de la Lliga Major de Suàbia. Aquesta coalició, a la que l'emperador va concedir una constitució, comprenia quatre grups principals: vint-i-dues ciutats de Suàbia, l'Orde de Cavalleria anomenada Lliga de Sant Jordi, la regió encapçalada per Segimon d'Àustria i la d'Eberhard V de Wurtemberg, que es va convertir en comandant en cap de la Lliga de Suàbia. La Gran Lliga de Suàbia tenia una força militar de més de 13.000 homes.

## Les intervencions militars en la Lliga de Suàbia
La Lliga de Suàbia va participar en moltes campanyes militars, que es poden resumir de la següent manera:
- Va participar en la guerra de Suàbia de 1499 i va ser derrotada en les batalles al voltant de Triesen, després va perdre les batalles de Schwaderloh i Dornach.
- El 1512 les tropes de la Lliga van assaltar la ciutadella de Hohenkrähe im Hegau per posar fi al separatisme de la noblesa local, i en 1519 es va condemnar al duc de Wurtemberg, Ulrich VI, que havia tractat d'apoderar-se per la força de la ciutat lliure de Reutlingen.
- El 1523 es va alçar contra la cavalleria de Francònia sota el comandament de Hans von Thomas Absberg.
- La guerra dels camperols va esclatar el 1525 i, després del duc de Lorena, Alsàcia, els exèrcits de la Lliga van marxar el 1526 contra dels camperols insurrectes a Salzburg.